# Kun Ming
Kun Ming (昆明) – tajwańska fregata rakietowa z przełomu XX i XXI wieku, jedna z sześciu zamówionych przez Tajwan jednostek typu La Fayette. Okręt został zwodowany 13 maja 1995 roku w stoczni Direction des Constructions Navales w Lorient, a do służby w marynarce wojennej Republiki Chińskiej wszedł 26 lutego 1997 roku. Jednostka nadal znajduje się w składzie floty i ma status operacyjny (stan na 2019 rok).

## Projekt i budowa
Nowatorska konstrukcja zaprojektowanych na przełomie lat 80. i 90. XX wieku francuskich fregat typu La Fayette, jej podatność na modernizacje oraz możliwość instalacji różnorodnego wyposażenia spowodowały, że w 1992 roku Tajwan złożył zamówienie na sześć okrętów tego typu (przyczyniła się do tego m.in. skuteczna kampania reklamowa francuskich okrętów). Priorytetem w konstrukcji fregat było jak największe obniżenie powierzchni odbicia radiolokacyjnego, co osiągnięto poprzez pochylenie burt, nadbudówki i masztów pod kątem plus lub minus 10°, ograniczenie liczby elementów konstrukcyjnych wystających poza linie okrętu, zastosowanie do budowy materiałów absorbujących fale elektromagnetyczne oraz ograniczenie emisji cieplnej, akustycznej i magnetycznej . Nowością we francuskim przemyśle stoczniowym była również modułowa konstrukcja okrętów, składających się z 11 sekcji, co znacznie skróciło czas budowy jednostek. Okręty zamówione przez Tajwan różniły się od francuskich głównie uzbrojeniem i wyposażeniem radioelektronicznym, przez co miały też większą wyporność.
„Kun Ming” zbudowany został w stoczni Direction des Constructions Navales (DCN) w Lorient . Stępkę okrętu położono 7 listopada 1994 roku, a zwodowany został 13 maja 1995 roku.

## Dane taktyczno–techniczne
Okręt jest fregatą rakietową o długości całkowitej 124,2 metra (115 metrów między pionami), szerokości całkowitej 15,4 metra (13,8 metra na wodnicy) i maksymalnym zanurzeniu 5,5 metra . Wyporność standardowa wynosi 3000 ton, a pełna 3800 ton . Okręt napędzany jest przez cztery 12-cylindrowe silniki wysokoprężne SEMT-Pielstick 12 PA6 V280 STC o łącznej mocy 17,08 MW (23 228 KM), poruszające poprzez wały napędowe dwoma śrubami. Maksymalna prędkość jednostki wynosi 25 węzłów . Zasięg wynosi 7000 Mm przy prędkości 15 węzłów .

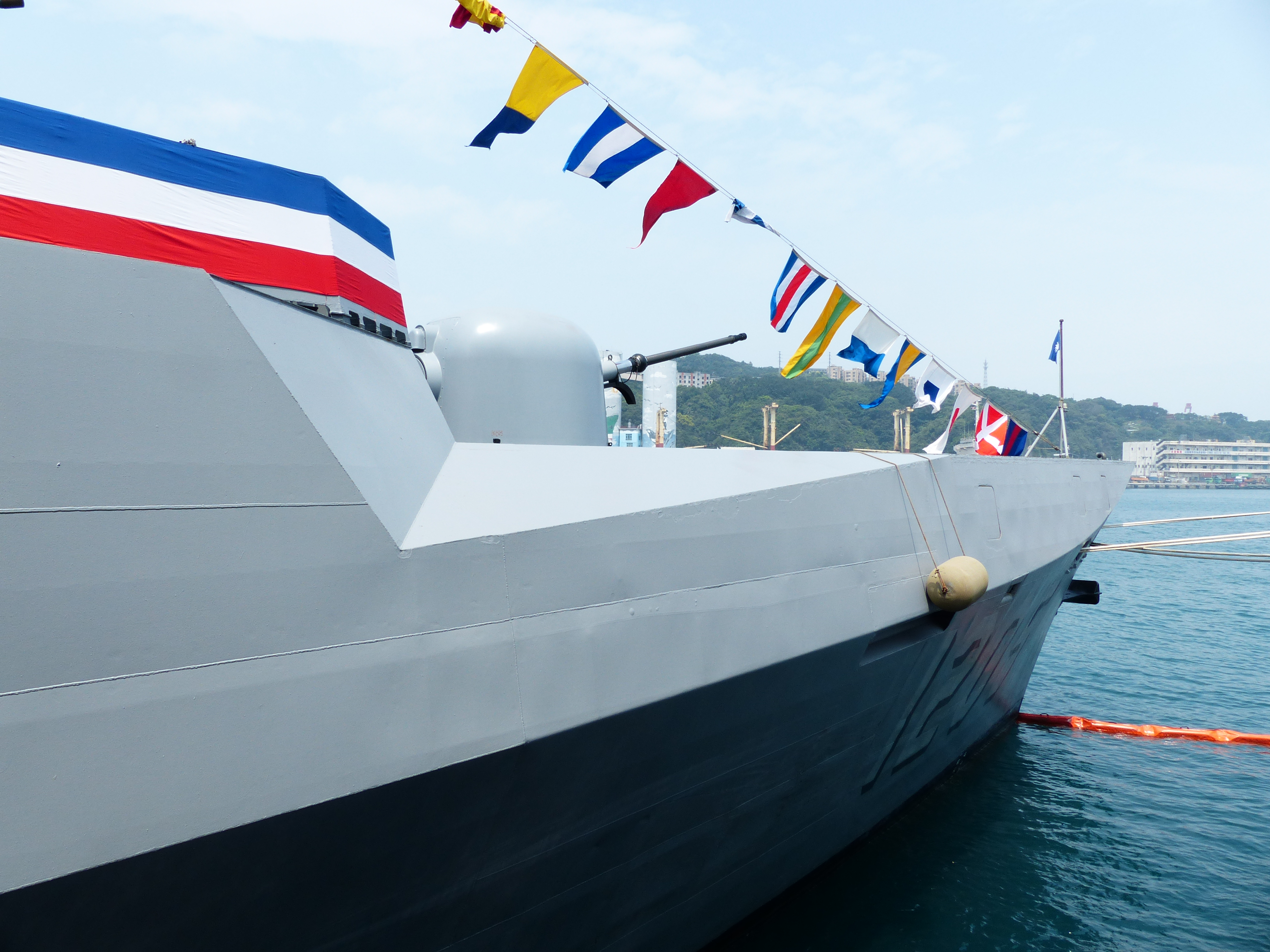
Widok dziobu fregaty „Kun Ming” z działem (2014)

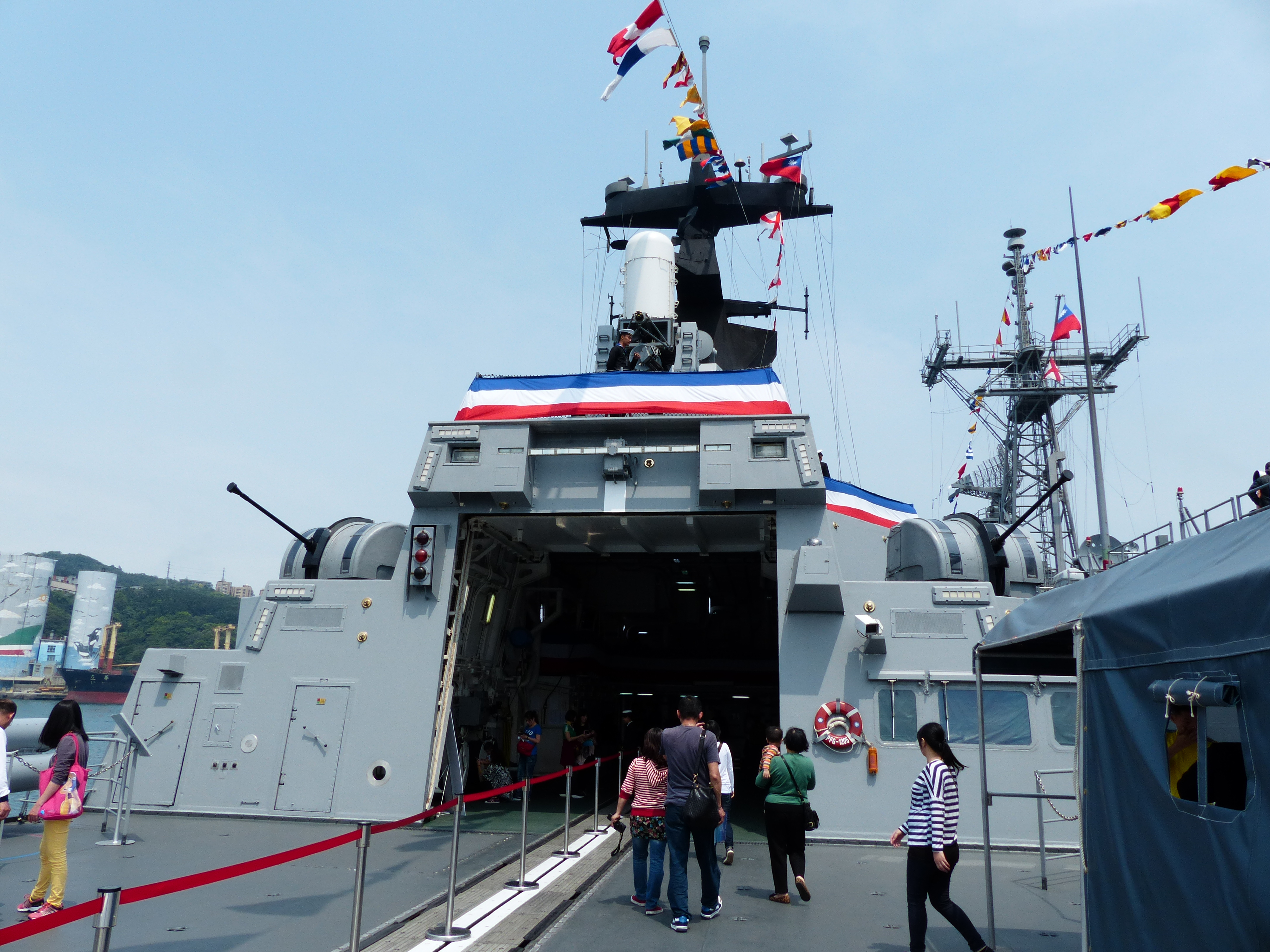
Hangar „Kun Ming”

Uzbrojenie artyleryjskie jednostki składa się z umieszczonej na dziobie w wieży pojedynczej armaty uniwersalnej OTO Melara Compact kalibru 76 mm Mark 75 L/62 . Masa pocisku wynosi 6 kg, donośność 16 000 metrów, a szybkostrzelność 85 strz./min. Artylerię przeciwlotniczą stanowią dwa pojedyncze działka przeciwlotnicze Bofors kal. 40 mm L/70 . Obronę bezpośrednią stanowi sześciolufowy zestaw Hughes Phalanx kal. 20 mm Mark 15 Mod 2 L/76 . Okręt posiada też dwa pojedyncze działka kal. 20 mm.
Na śródokręciu umieszczono dwie poczwórne wyrzutnie przeciwokrętowych pocisków rakietowych Hsiung Feng II Erato Mk 2 (okręt przenosi osiem rakiet) . Pocisk rozwija prędkość 0,85 Ma, masa głowicy bojowej wynosi 190 kg, a maksymalny zasięg wynosi 80 km. Na dziobie znajduje się 4-prowadnicowa wyrzutnia pocisków przeciwlotniczych MIM-72 Chaparral, z łącznym zapasem 16 pocisków . Masa głowicy bojowej wynosi 5 kg, a maksymalny zasięg 3 km. Okręt wyposażony jest też w umieszczone na rufie za nadbudówką dwie potrójne wyrzutnie torpedowe kal. 324 mm . Torpedy Alliant Mark 46 Mod 5 mają głowicę bojową o masie 44 kg i zasięg 11 000 metrów przy prędkości 40 węzłów.
Wyposażenie radioelektroniczne obejmuje dwa radary nawigacyjne Decca 20V90, radar dozoru nawodnego Triton G, radar dozoru ogólnego Thomson-CSF DRBV-26D, system kierowania ogniem Castor IIC, sonar kadłubowy Sintra Spherion B oraz sonar holowany ATAS(v)2, zintegrowany system walki Thomson-CSF TACTICOS, system rozpoznania elektronicznego DR 3000S oraz elektrooptyczną głowicę obserwacyjno-celowniczą Najir Mark 2 . Na okręcie zamontowano też dwie wyrzutnie celów pozornych Dagaie .
Wyposażenie lotnicze stanowi śmigłowiec Sikorsky S-70C, stacjonujący w umieszczonym na rufie hangarze z lądowiskiem, który ma zdolność startu i lądowania do stanu morza 6 .
Załoga okrętu składa się z 15 oficerów i 119 podoficerów i marynarzy (z możliwością zabrania dodatkowych 25 osób).

## Służba
Po zbudowaniu fregata odbyła rejs na Tajwan. „Kun Ming” został przyjęty do służby w marynarce wojennej Republiki Chińskiej 26 lutego 1997 roku. Okręt otrzymał numer taktyczny 1205, a jego nazwa pochodzi od miasta Kunming położonego w kontynentalnych Chinach . Zgodnie z warunkami umowy okręt został dostarczony bez uzbrojenia i większości wyposażenia, którego instalacja odbyła się w Kaohsiung. Integracja systemów okrętowych sprawiła poważne problemy, które rozwiązano dopiero pod koniec XX wieku, a do tego czasu fregata nie osiągnęła pełnej gotowości bojowej.
Na początku XXI wieku okręt (wraz z siostrzanymi fregatami „Kang Ding”, „Si Ning”, „Wu Chang”, „Di Hua” i „Chen De”) wchodził w skład 124. dywizjonu, stacjonując w Zuoying. Jednostka nadal znajduje się w składzie floty i ma status operacyjny (stan na 2019 rok) .